# Lada Kaštelan
Lada Kaštelan (Zagreb, 2. svibnja 1961.), hrvatska dramatičarka i dramaturginja. Članica suradnica HAZU od 2016. godine. Iako joj je prva objavljena knjiga zapravo pjesnička zbirka, Hrana za ptice, 1978., Kaštelanova je danas prvenstveno spisateljica dramskih tekstova, televizijskih i filmskih scenarija.

## Životopis
Rođena je 1961. u Zagrebu, gdje je 1979. maturirala u Klasičnoj gimnaziji te je 1983. diplomirala klasičnu filologiju na Filozofskom fakultetu, a 1984. dramaturgiju na Akademiji dramske umjetnosti. Još za vrijeme studija počela je dramaturški surađivati na predstavama Hrvatskog narodnog kazališta u Zagrebu, a u razdoblju 1987. – 2007. bila je zaposlena kao dramaturginja Drame u tom kazalištu. Godine 2001. počela je na Akademiji dramske umjetnosti izvoditi kolegij Dramsko pismo, a od 2007. zaposlena je u toj ustanovi. U književnosti se javila zbirkom pjesama Hrana za ptice (1978.), nakon koje se posvetila dramskom pismu kao autorica, dramaturginja i prevoditeljica. Njezin prvijenac A tek se vjenčali praizveden je godine 1980. Slijedile su iznimno cijenjene obiteljske drame Adagio (1987.) i Posljednja karika (1994.), s odnosom majke i kćeri u žarištu, Giga i njezini (1997.), prema Begovićevu romanu, te primjerna ženska drama Prije sna (2005.). Autorica je niza filmskih i televizijskih scenarija, a posebno su zapaženi njezini prijevodi i adaptacije grčkih tragedija: Helena Alkestida, Feničanke, Trilogija o Agamemnonu i druge
Iako se izrijekom distancira od feminističkoga pokreta, život žene i ženska psiha njezina su primarna preokupacija. Kći je pisca Jure Kaštelana i glumice Nade Subotić.

## Praizvedbe
- 1980. A tek se vjenčali, režija: Georgij Paro, Teatar ITD/ZKM
- 1987. Adagio, režija: Božidar Violić, GDK Gavella
- 1994. Posljednja karika, režija: Ivica Kunčević, GDK Gavella
- 1997. Giga i njezini, režija: Neva Rošić, HNK Zagreb (po Milanu Begoviću)
- 2005. Prije sna, režija: Nenni Delmestre, GDK Gavella

## Nagrade
- 1987. Sedam sekretara SKOJ-a
- 1991. Zlatna arena (Pula film festival) za scenarij Krhotine
- 1995. Dubravko Dujšin (Vjesnik) za dramu Posljednja karika
- 1996. Marin Držić (Ministarstvo kulture) za dramu Giga i njezini
- 2006. Marul (Marulićevi dani) za dramu Prije sna

## Scenariji za dugometražne filmove
- 1991. Krhotine, režija: Zrinko Ogresta
- 2008. Iza stakla, režija: Zrinko Ogresta
- 2013. Projekcije, režija: Zrinko Ogresta